# Luca Szűcs
Luca Szűcs, född 20 september 2002, är en ungersk fäktare som tävlar i sabel.

## Karriär
Vid världsmästerskapen i fäktning 2022 i Kairo tog Szűcs guld tillsammans med Sugár Katinka Battai, Renáta Katona och Liza Pusztai i lagtävlingen i sabel. Vid världsmästerskapen i fäktning 2023 i Milano tog hon sitt andra VM-guld tillsammans med Sugár Katinka Battai, Anna Márton och Liza Pusztai i lagtävlingen i sabel.